# Балданова, Лия Валерьевна
Ли́я Вале́рьевна Балда́нова (05.03.1978) — российская бурятская балерина, солистка балета ГАУК РБ «Бурятский государственный академический театр оперы и балета им. народного артиста СССР Г. Ц. Цыдынжапова», Заслуженная артистка Республики Бурятия (2012), Народная артистка Республики Бурятия (2018).

## Биография
Лия Балданова родилась 5 марта 1978 года в городе Тында Амурской области.
После учёбы в средней школе поступила в Бурятское государственное хореографическое училище, которое окончила в 1996 году. Там Лия училась у выдающихся мастеров балета народной артистки СССР Ларисы Петровны Сахьяновой и народного артиста РСФСР Петра Тимофеевича Абашеева.
В том же году она была принята в балетную труппу Бурятского театра оперы и балета. В 1998 году благодаря своему таланту и трудолюбию она стала солисткой театра оперы и балета. Именно ей режиссёры-постановщики доверяли главные партии.
В 2000 году Лия Балданова окончила Восточно-Сибирскую государственную академию культуры и искусств, получив диплом педагога-хореографа.
В 2005 году побеждает в номинации «За лучшую женскую роль в балете» (диплом Министерства культуры РБ).
Накануне Всемирного дня танца — 26 и 27 апреля 2012 года на сцене театра оперы и балета прошли бенефисы Лии Балдановой с премьерным показом балетов «Болеро» и «Проделки Сатира», режиссёром-постановщиком которых был лауреат Государственной премии России Георгий Ковтун (г. Санкт-Петербург). Лия Валерьевна посвятила свои бенефисы памяти педагогов — Ларисы Сахьяновой и Петра Абашеева.
Лия Балданова участвовала во многих правительственных концертов, посвященных приезду высоких гостей: 2010 год — приезд президента Российской Федерации Дмитрия Медведева, 2011 — приезд премьер-министра правительства Российской Федерации Владимира Путина, генерального секретаря ЦК КП Кореи Ким Чен Ира, министра финансов Российской Федерации Алексея Кудрина, министра культуры Российской Федерации А. Авдеева.
В октябре 2011 года в составе балетной труппы театра участвовала в Днях экономики и культуры Республики Бурятия в Москве.
В июле 2012 года ей присвоено почётное звание «Заслуженная артистка Республики Бурятия». В том же году Лия Валерьевна становится ведущей солисткой Бурятского театра оперы и балета.
Указом главы Республики Бурятия от 30 мая 2018 года Лии Валерьевне Балдановой присвоено почётное звание «Народная артистка Республики Бурятия».

## Награды и звания
- Победитель в номинации «Лучшая балетная пара», диплом Министерства культуры Бурятии (2000)
- Победитель в номинации «За лучшую женскую роль в балете», диплом Министерства культуры Бурятии (2005)
- Почётная грамота Республики Бурятия (2010)
- Лауреат республиканского конкурса «Лучшие люди Бурятии-2012»
- Заслуженная артистка Республики Бурятия (2012)
- Народная артистка Республики Бурятия (2018)

## Репертуар
- Гюльнар (первая исполнительница) — «Корсар» (А. Адан. Хореография — М. Петипа, М. Ивата) — премьерный спектакль;
- Одетта-Одиллия (первая исполнительница), большие лебеди — «Лебединое озеро» (П. Чайковский. Хореография М. Петипа, Л. Иванова в редакции М. Ивата) — премьерный спектакль;
- Ангара (первая исполнительница) — «Красавица Ангара» (Л. Книппер и Б. Ямпилов. Хореография М. Заславского, И. Моисеева в редакции М. Ивата) — премьерный спектакль;
- Жизель, Мирта, Зюльма — «Жизель» (А. Адан. Хореография Ж. Перро, Ж. Коралли, М. Петипа)
- Зарема — «Бахчисарайский фонтан» (Б. Асафьев. Хореография Р. Захарова);
- Весенняя Снежинка — «Юки» (А. Пярт, К. Манселл и др. Хореография А. Кадрулёвой);
- Маша — «Щелкунчик» (П. Чайковский. Хореография В. Вайонена)
- Никия — «Баядерка» (Л. Минкус. Хореография М. Петипа)
- Соло Невольница — «Князь Игорь» (А. Бородин. Хореография М. Фокина)
- Наина — «Руслан и Людмила» (Хореография О. Игнатьева)
- Шахерезада — «Тысяча и одна ночь» (Ф. Амиров. Хореография М. Бурханова)
- Фея Материнской любви — «В поисках Синей птицы» (П. Турсунов. Хореография О. Ивата) — премьерный спектакль;
- Соло — «Пахита» (Л. Минкус);

## Концертные номера
- Pas de deux Сильфиды и Джеймса («Сильфида» Х. Левенсхольда, хореография А. Бурнонвиля)
- Pas de deux принцессы Авроры и принца Дезире («Спящая Красавица» П. Чайковского, хореография М. Петипа)
- Pas de deux Мидоры и раба («Корсар» А. Адана, хореография М. Петипа)
- Умирающий лебедь (музыка К. Сен-Санса, хореография М. Фокина)
- Pas de Quatre (музыка Ц. Пуни, хореография Ж-Ж. Перро)
- Хочешь (музыка Земфиры, хореография П. Базарона)